# Chanson d'Antioche
Pour les articles homonymes, voir Chanson (homonymie) et Antioche (homonymie).

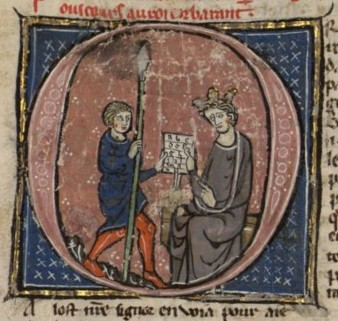
Baudouin et le messager

La Chanson d’Antioche est une chanson de geste du XIIe siècle, en ancien français, qui relate les événements autour de la conquête d'Antioche par les Croisés en 1098 lors de la première croisade.
Elle comporte 9 000 vers en laisses. Elle décrit la prédication de la première croisade, les préparatifs, les adieux larmoyants, l'arrivée à Constantinople, la prise de Nicée et le siège d'Antioche.
Elle est la plus ancienne chanson du cycle de la croisade.
La version originale (perdue) a été composée par un témoin visuel, Richard le Pèlerin, un jongleur français du Nord de la France ou un Flamand. Il aurait commencé l'écriture au cours du siège qui dura huit mois.
Ce texte a été traduit en occitan et complété par Grégori Bechada vers 1125 et en latin par Albert d'Aix vers 1120.

## Éditions en ligne
- sur documents catholica omnia
- sur gallica
- sur archive.org
- sur remacle.org (en français moderne)